# Stenorhynchosaurus munozi
Lo stenorincosauro (Stenorhynchosaurus munozi) è un rettile marino estinto, appartenente ai plesiosauri. Visse nel Cretaceo inferiore (Barremiano, circa 129 - 125 milioni di anni fa) e i suoi resti fossili sono stati ritrovati in Sudamerica.

## Descrizione
Questo animale è noto per uno scheletro quasi completo, privo solo di parte di una zampa anteriore, di una zampa posteriore e della coda. L'animale in vita doveva essere lungo oltre 4 metri, ma dal momento che l'esemplare noto apparteneva a un animale giovane, è probabile che gli adulti fossero di dimensioni decisamente maggiori. Stenorhynchosaurus, come tutti gli animali simili (i pliosauridi) era dotato di un corpo compatto con arti simili a pagaie e unja grossa testa dal muso allungato e fornita di denti appuntiti. Rispetto ad altri membri del gruppo, Stenorhynchosaurus se ne differenziava a causa di una combinazione di caratteristiche craniche (tra cui la presenza di una cavità interpterigoidea e la parte anteriore delle fauci priva di espansione laterale) e postcraniche (epipodi molto corti).

## Classificazione
I fossili di Stenorhynchosaurus munozi vennero scoperti nel 2000 nella zona di Villa de Levya, in Colombia, in terreni di origine marina risalenti al Barremiano (Cretaceo inferiore). Inizialmente venne rinvenuto solo il rostro, ma gli scavi portarono alla luce un esemplare di pliosauro quasi completo. I fossili vennero dapprima attribuiti nel 2005 al genere Brachauchenius, un pliosauride tipico del Cretaceo superiore nordamericano. 

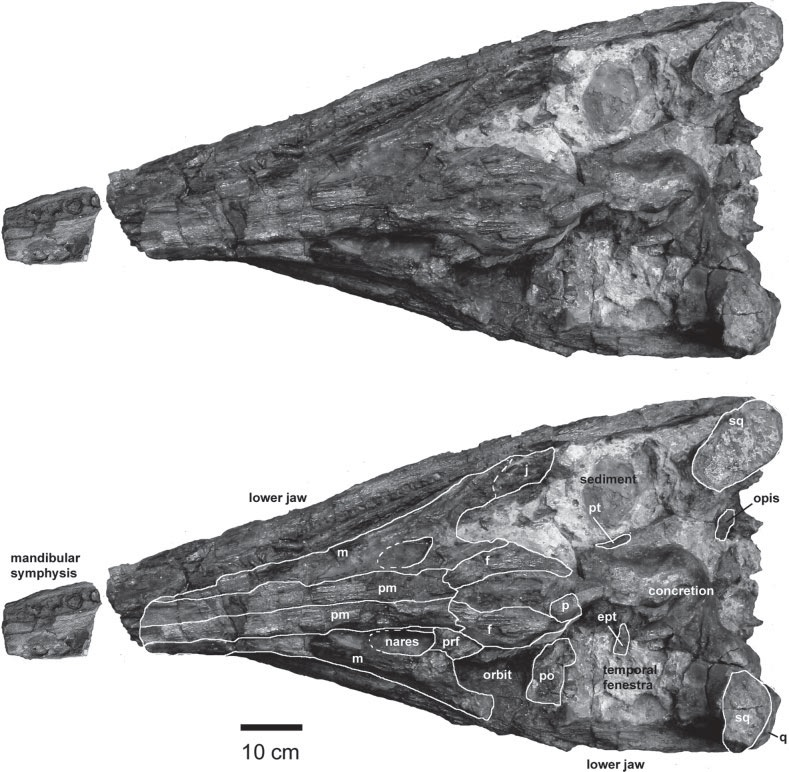
Cranio di Stenorhynchosaurus munozi

Nel 2016, tuttavia, un nuovo studio portò alla luce differenze morfologiche notevoli con Brachauchenius e fu istituito il taxon Stenorhynchosaurus munozi. Questo animale era sicuramente un rappresentante dei pliosauroidi, il gruppo di plesiosauri solitamente di grandi dimensioni e dotati di grande testa e collo corto, ma non è chiaro se fosse strettamente imparentato al genere Pliosaurus del Giurassico o a Brachauchenius e Megacephalosaurus del Cretaceo (Páramo et al., 2016). 
Il nome generico deriva dalle parole greche stenos ("stretto"), rhyncho ("muso") e saurus ("lucertola" ), mentre l'epiteto specifico (munozi) è in onore di Jorge Muñoz, che scoprì il fossile.